# The Ozzy Osbourne Years
The Ozzy Osbourne Years – album kompilacyjny zawierający utwory Black Sabbath z Ozzym Osbourne'em wydany w październiku 1994 roku.

## Lista utworów

### Dysk 1
1. „Black Sabbath”
2. „The Wizard”
3. „Behind The Wall of Sleep”
4. „N.I.B.”
5. „Evil Woman”
6. „Sleeping Village”
7. „Warning”
8. „War Pigs”
9. „Paranoid”
10. „Planet Caravan”
11. „Iron Man”
12. „Hand of Doom”
13. „Fairies Wear Boots”

### Dysk 2
1. „Electric Funeral”
2. „Sweet Leaf”
3. „After Forever”
4. „Embryo/Children of the Grave”
5. „Lord of This World”
6. „Solitude”
7. „Into the Void”
8. „Wheels of Counfusion”
9. „Tomorrow's Dream”
10. „Changes”
11. „Supernaut”
12. „Snowblind”
13. „Cornucopia”
14. „St. Vitus Dance”
15. „Under the Sun”

### Dysk 3
1. „Sabbath Bloody Sabbath”
2. „A National Acrobat”
3. „Sabbra Cadabra”
4. „Killing Yourself to Live”
5. „Who Are You”
6. „Looking for Today”
7. „Spiral Architect”
8. „Hole in the Sky”
9. „Symptom of the Universe”
10. „Am I Going Insane (Radio)”
11. „Thrill of It All”
12. „Megalomania”
13. „The Writ”

## Twórcy
- Ozzy Osbourne – śpiew
- Tony Iommi – gitara
- Geezer Butler – gitara basowa
- Bill Ward – perkusja